# Zatrephes subflavescens
Zatrephes subflavescens là một loài bướm đêm thuộc phân họ Arctiinae, họ Erebidae.